# Вальс «Голубой Дунай» (фильм)
«Вальс „Голубой Дунай“» (венг. Kék Duna keringő) — фильм Миклоша Янчо и Иштвана Мартона 1991 года.

## Сюжет
На выборах премьер-министра Венгрии побеждает антикоммунист, обещавший расправиться с прошлым. Но для соратников, пришедших во власть, главным становится не исполнение предвыборных обещаний, а возможность личного обогащения. Кроме политики, в фильме присутствует и второй план. Брат избранного премьера готовит по личным мотивам на него покушение.

## Актёрский состав
| В ролях            |  | Персонаж                      |
| ------------------ |  | ----------------------------- |
| Дьёрдь Черхальми   |  | племянник                     |
| Йожеф Мадараш      |  | Премьер-министр               |
| Ильдико Баншаги    |  | жена Премьер-министра         |
| Дороттья Удварош   |  | доктор                        |
| Андраш Козак       |  | начальник службы безопасности |
| Лайош Балажович    |  | министр                       |
| Иштван Ковач       |  | министр                       |
| Дьёрдь Фехер       |  | министр                       |
| Ласло Гальффи      |  | священник                     |
| Миклош Секей       |  | коммунист                     |
| Фридьеш Холлоши    |  | коммунист                     |
| Роберт Ратоньи     |  | Pénzember                     |
| Агнеш Шугар        |  | журналистка                   |
| Иштван Мартон      |  | Biztonsági tiszt              |
| Иштван Хуньядкюрти |  | фотограф                      |

Монтажер Хайналь Селлё.